# Food Wars! - Shokugeki no Soma
Food Wars! - Shokugeki no Soma (食戟のソーマ?, Shokugeki no Sōma, lett. "Sōma delle battaglie culinarie") è un manga shōnen a tema culinario scritto da Yūto Tsukuda, disegnato da Shun Saeki e ideato insieme alla chef Yuki Morisaki, fornitrice delle ricette. Una serie di light novel, basata sul manga, ha avuto inizio il 4 febbraio 2014. Un adattamento anime, prodotto da J.C.Staff, è stato trasmesso in Giappone in due stagioni tra il 3 aprile 2015 e il 24 settembre 2016; una terza stagione è stata annunciata per l'autunno 2017, una quarta stagione per l'ottobre 2019 ed una quinta stagione per l'aprile 2020.
In Italia il manga è edito da Goen, mentre i diritti delle prime due stagioni dell'anime sono stati acquistati da Yamato Video e dalla terza stagione i diritti sono stati acquistati dal sito web Crunchyroll.

## Trama
Sōma Yukihira è un ragazzo di quindici anni che sogna di diventare un giorno uno chef a tempo pieno nella tavola calda di famiglia. Qui, lavora insieme al padre Jōichirō, con il quale non perde mai occasione di confrontarsi in cucina perdendo quotidianamente. Dopo che Sōma si diploma alle medie, Jōichirō decide però di chiudere l'attività per andare a lavorare in America, ma non prima di lanciare una sfida al figlio: riuscire a sopravvivere nella scuola di cucina d'élite Tōtsuki, dove solo il 10% degli studenti riesce a conseguire il diploma ogni anno. Sōma, orgoglioso e testardo, non ci pensa due volte ad iscriversi all'accademia, ben desideroso di dimostrare al padre tutto il proprio valore.

## Personaggi

Sōma Yukihira nell'anime

Sōma Yukihira (幸平 創真?, Yukihira Sōma)
Doppiato da: Yoshitsugu Matsuoka
Un ragazzo di sedici anni che lavora insieme al padre nel ristorante di famiglia "Da Yukihira", basato sulla preparazione di specialità della giornata. Poiché lavora in una cucina da quando aveva 3 anni ha una grande esperienza culinaria ed è inoltre temprato dalle numerose sfide col padre, terminate sempre con una sconfitta, da cui ha imparato molto. Fa parte della 92ª generazione di cuochi della Tōtsuki ed è un membro del dormitorio Stella Polare, di cui ha superato facilmente la prova d'ingresso. Ha l'abitudine di creare prototipi di piatti disgustosi che fa mangiare al malcapitato di turno, ma quando si tratta di fare sfide vere sa sfoderare dei piatti deliziosi. Sōma è subito odiato da quasi tutti gli studenti perché alla sua presentazione disse che si sarebbe preso il primo posto della Totsuki. Si comporta sempre in modo amichevole, a meno che non vengano calpestati i valori in cui crede. Sōma ha una grande inventiva che gli consente di preparare piatti deliziosi anche nelle condizioni più estreme, non si pone mai limiti come cuoco e punta sempre a migliorare senza sosta. Sa bene quanto il mondo della cucina sia vasto e pressoché infinito, quindi vuole apprendere ogni stile e tecnica che vedrà ed assimilarla per creare sempre nuovi piatti.
Erina Nakiri (薙切 えりな?, Nakiri Erina)
Doppiata da: Risa Taneda (prima voce), Hisako Kanemoto (seconda voce)
Una studentessa del primo anno che nonostante l'età è già detentrice del decimo posto degli "Elite 10". È dotata di un palato finissimo che le ha garantito il soprannome di "Palato Divino"; è considerata come colei che diverrà la diplomata più abile di tutta la storia dell'accademia e colei che dominerà il mondo della gastronomia giapponese nel prossimo futuro. Non riconosce il talento di Sōma a causa delle sue origini umili e per l'umiliazione subita durante il test d'ingresso alla Tōtsuki e tenterà sempre di allontanarlo dall'accademia. È una ragazza superba che tenta sempre di distruggere senza pietà tutto ciò che non ritiene necessario per l'accademia. Erina è sempre fredda e distaccata, ma quando si tratta di Sōma si agita sempre a causa delle forti divergenze culinarie, nonostante lui non faccia assolutamente nulla per sminuirla. Le piace leggere manga shoujo ed è totalmente inesperta per quanto riguarda il romanticismo, dal momento che considera i ragazzi e gli appuntamenti assolutamente inutili. Con il passare del tempo si renderà conto del potenziale di Sōma, arrivando ad un punto di sostegno morale per entrambi e addirittura a essergli simpatico.

## Media

### Manga
Prima di essere serializzata su Weekly Shōnen Jump è stato pubblicato come capitolo autoconclusivo sull'uscita primaverile del 2012 di Jump NEXT!, capitolo poi inserito nel primo tankōbon. Viene poi pubblicato su Weekly Shōnen Jump dal numero 52 del 2012 uscito il 26 novembre 2012 mentre il primo volume è uscito il 4 aprile 2013. La serie si è conclusa il 17 giugno 2019. In Nord America Viz Media ha comprato i diritti della serie, con i volumi che saranno distribuiti sia in formato cartaceo sia in formato digitale che usciranno rispettivamente il 18 marzo 2014 e il 5 agosto 2014 mentre la serie avrà il nome Food Wars: Shokugeki no Sōma. Inoltre a partire dal 3 novembre 2014 la serie è stata anche pubblicata a capitoli sulla rivista digitale settimanale Shonen Jump di Viz Media. In Italia la serie è stata annunciata al Lucca Comics & Games 2014 da Goen, il cui primo volume è stato distribuito in anteprima al Lucca Comics & Games 2015 e successivamente distribuito per il circuito delle edicole e delle fumetterie il 21 novembre 2015 mentre l'ultimo il 31 ottobre 2020. Una nuova edizione è stata annunciata durante il Lucca Comics & Games 2023 da Panini Comics che la pubblica sotto l'etichetta Planet Manga a partire dal 31 ottobre 2024.

### Anime

Logo della serie

La prima stagione dell'anime, annunciata sul numero di novembre 2014 della rivista Comics News della Shūeisha e prodotta dalla J.C.Staff per la regia di Yoshitomo Yonetani, è andata in onda dal 3 aprile al 25 settembre 2015. Le sigle di apertura e chiusura sono rispettivamente Kibō no uta (希望の唄? lett. "La canzone della speranza") degli Ultra Tower e Spice (lett. "Spezia") dei Tokyo Karankoron, per poi cambiare dall'episodio quindici in Rising Rainbow (ライジングレインボウ?, Raijingu Reinbō) dei Misokkasu e Sacchan no sexy curry (さっちゃんのセクシーカレー?, Sacchan no sekushī karē) di Seiko Ōmori. In Italia la serie è stata prima pubblicata, in contemporanea col Giappone, dalla Yamato Video su YouTube e poi trasmessa su Man-ga, mentre in America del Nord i diritti sono stati acquistati dalla Sentai Filmworks. In varie parti del mondo, invece, gli episodi sono stati trasmessi in streaming da Crunchyroll.
La seconda stagione dell'anime, annunciata dalla Shūeisha sul secondo numero del 2016 del Weekly Shōnen Jump e intitolata Food Wars - Stagione 2 (食戟のソーマ 弍ノ皿?, Shokugeki no Sōma: ni no sara, lett. "Sōma delle battaglie culinarie: la seconda portata"), è stata trasmessa tra il 2 luglio e il 24 settembre 2016. La sigla di apertura è Rough Diamonds degli Screen Mode, mentre tra i diritti internazionali sono stati riconfermati quelli di Yamato Video, Sentai Filmworks e Crunchyroll. La terza stagione dell'anime è stata annunciata per autunno 2017 sul trentesimo numero del 2017 del Weekly Shōnen Jump e trasmessa in due parti: la prima tra ottobre e dicembre 2017, mentre la seconda a partire dal 9 aprile 2018. La quarta stagione dell'anime è stata trasmessa dall'11 ottobre al 27 dicembre 2019. La quinta stagione dell'anime è stata mandata in onda dal 10 aprile al 25 settembre 2020 ed è stata pubblicata in simulcast su Crunchyroll in varie parti del mondo, anche coi sottotitoli in italiano.

### Altri media
Una serie di light novel, intitolata Shokugeki no Sōma: à la carte (食戟のソーマ ～à la carte～?) e scritta da Michiko Itō con le illustrazioni di Shun Saeki, ha avuto inizio il 4 febbraio 2014. Entro il 3 aprile 2015 sono stati pubblicati tre volumi in tutto.
Un adattamento vomic è stato mandato in onda durante il Sakiyomi Jum BANG!.
La serie ha ricevuto inoltre un CD Drama venduto insieme all'edizione limitata del volume 11 in uscita il 4 marzo 2015 ed una serie spin-off su Shonen Jump+ intitolata Food Wars! - Etoile ed incentrata sul personaggio di Shinomiya. Lo spin-off, scritto da Michiko Itō mentre Mitsuyuki Sakuma si occupa dei disegni, è stato pubblicato in Giappone dal 3 marzo 2015 al 21 giugno 2019, mentre in Italia è stato pubblicato da Goen dal 30 luglio 2021 al 25 marzo 2022.

## Accoglienza
Il manga ottiene il 12º posto al Kono manga ga sugoi 2014 nella categoria per manga dedicati ad un pubblico maschile e si classifica al terzo posto tra i manga consigliati tra i librai giapponesi del 2014.
Il manga ottiene anche ottime vendite, vendendo quasi 1 400 000 copie dal 18 novembre 2013 al 18 maggio 2014. A febbraio 2015, tra i 10 volumi della serie e le due light novel, la serie ha venduto un totale di 5 400 000 copie. Dal 17 giugno 2019, il manga ha venduto 19 milioni di copie.